# Шума (Болгария)
Шума (болг. Шума) — село в Болгарии. Находится в Софийской области, входит в общину Годеч. Население составляет 203 человека (2022).

## Политическая ситуация
Шума подчиняется непосредственно общине и не имеет своего кмета.
Кмет (мэр) общины Годеч — Владимир Аспарухов Александров Болгарская социалистическая партия (БСП) по результатам выборов в правление общины.